# 榎本成志
榎本 成志（えのもと まさし、1991年4月12日 - ）は日本の元舞台俳優。
兵庫県宝塚市出身。
2022年9月より有限会社ブロードウェイ・ライン・カンパニーと業務提携。

## 略歴
宝塚市立宝塚小学校、宝塚市立御殿山中学校、兵庫県立宝塚北高校演劇科卒業。
2004年より尚すみれにジャズダンスを師事。
高校の時に観劇したミュージカル『ミス・サイゴン』をきっかけにミュージカルを志すようになる。
東宝ミュージカルアカデミー5期生卒業、同アドバンスコース修了。以降、ミュージカルを中心に活動していた。
2025年7月15日、自身のInstagram、X、Threadsで俳優活動の引退を表明した。

## 人物
宝塚大劇場から徒歩15分程の実家で育ち、物心つく前から宝塚歌劇に親しむ。小学校の教室からは劇場が見えていた。現在も宝塚ファンを公言している。
身長182cm。血液型AB型。特技はトランペット。趣味はドライブ。

## 出演作
- 2011年2月、東宝ミュージカルアカデミー第五期生卒業公演『レ・ミゼラブル』（シアタークリエ）-テナルディエ役
- 2011年10-11月、TSミュージカルファンデーション『眠れぬ雪獅子』（世田谷パブリックシアター、富山県民会館大ホール、兵庫県立芸術文化センター阪急中ホール）
- 2012年2月、ミュージカル『ハロー・ドーリー!』（オーバード・ホール）
- 2012年7-8月、ミュージカル『王様と私』（ゆうぽうとホール　他全国巡演）
- 2012年11月、TSミュージカルファンデーション『客家～千古光芒の民～』（天王洲 銀河劇場、兵庫県立芸術文化センター阪急中ホール）
- 2013年2-3月、ミュージカル『ミー・アンド・マイガール』（オーバード・ホール）
- 2013年4月、舞台『二都物語』（東急シアターオーブ）
- 2013年8月、ミュージカル『ハロー・ドーリー!』再演（オーバード・ホール、東京芸術劇場プレイハウス）
- 2014年1-2月、ミュージカル『愛の唄を歌おう』（東急シアターオーブ、オリックス劇場）
- 2014年4-9月、ミュージカル『レディ・ベス』（帝国劇場、梅田芸術劇場メインホール、博多座、中日劇場）
- 2015年2-3月、ミュージカル『ラ・カージュ・オ・フォール 籠の中の道化たち』（日生劇場、梅田芸術劇場メインホール）
- 2015年7-9月、ミュージカル『貴婦人の訪問』（シアター1010、本多の森ホール、シアターBRAVA!、シアタークリエ、キャナルシティ劇場、中日劇場）
- 2015年11月-2016年1月、ミュージカル『ダンス・オブ・ヴァンパイア』（帝国劇場、梅田芸術劇場メインホール、愛知県芸術劇場大ホール）
- 2016年6月、『ブロードウェイ・ミュージカルライブ concept version vol.1「トニー賞vsアカデミー賞」』（EX THEATER ROPPONGI）
- 2016年9月、ミュージカル『李香蘭』-青年将校 役（自由劇場）
- 2016年11-12月、ミュージカル『貴婦人の訪問』再演（シアター1010、シアタークリエ、キャナルシティ劇場、中日劇場、梅田芸術劇場シアタードラマシティ）
- 2017年5-7月、ミュージカル『グレート・ギャツビー』-ラウル 役（日生劇場、中日劇場、梅田芸術劇場メインホール、博多座）
- 2017年10月-12月、ミュージカル『レディ・ベス』（帝国劇場、梅田芸術劇場メインホール）[3]
- 2018年3-4月、ミュージカル『ラ・カージュ・オ・フォール 籠の中の道化たち』（日生劇場、久留米シティプラザ、静岡市清水文化会館、梅田芸術劇場メインホール）
- 2018年6-7月、ミュージカル『魔女の宅急便』（新国立劇場中劇場、メルパルクホール大阪）
- 2018年9月-2019年1月、ミュージカル『マリー・アントワネット』-死刑執行人 役（博多座、帝国劇場、御園座、梅田芸術劇場メインホール）
- 2019年4-5月、ミュージカル『笑う男』-足長男 役（日生劇場、御園座、新川文化ホール、梅田芸術劇場メインホール、北九州ソレイユホール）
- 2019年7月、ミュージカル『REEFER MADNESS』（新宿村LIVE）
- 2019年11月-2020年1月、ミュージカル『ダンス・オブ・ヴァンパイア』（帝国劇場、御園座、博多座、梅田芸術劇場メインホール）
- 2020年3月-4月、ミュージカル『リトル・ショップ・オブ・ホラーズ』（シアタークリエ） - 山形市民会館、日本特殊陶業市民会館ビレッジホール、静岡市清水文化会館、新歌舞伎座は新型コロナウイルス感染拡大防止のため公演中止。[4]
- 2020年8月、『THE MUSICAL CONCERT at IMPERIAL THEATRE』（帝国劇場）
- 2020年11-12月、ミュージカル『プロデューサーズ』-スコット 役（東急シアターオーブ）
- 2021年1-3月、ミュージカル『マリー・アントワネット』-死刑執行人 役（東急シアターオーブ、梅田芸術劇場メインホール）
- 2021年5-6月、ミュージカル『ブロードウェイと銃弾』-ホットドッグ 役（日生劇場、兵庫県立芸術文化センター KOBELCO大ホール、オーバード・ホール、高崎芸術劇場大劇場）
- 2021年8-9月、ミュージカル『リトル・ショップ・オブ・ホラーズ』（シアタークリエ）
- 2022年3-5月、ミュージカル『ラ・カージュ・オ・フォール 籠の中の道化たち』-フェードラ 役、ハンナ 役[注釈 1]（日生劇場、愛知県立芸術劇場大ホール、オーバード・ホール、博多座、梅田芸術劇場メインホール、ウェスタ川越大ホール）
- 2022年7月、ミュージカル『BE MORE CHILL』（稽古場代役）
- 2022年9月、ミュージカル『BUNNY GIRL～十人兎色～』-のぶ君 役（六行会ホール）
- 2022年10-11月、望海風斗 20th Anniversary ドラマティックコンサート『Look at Me』（東京国際フォーラム ホールC、ウインクあいち、梅田芸術劇場メインホール、キャナルシティ劇場）[5]
- 2023年1月、舞台『マヌエラ』-ボリス 役（東京建物 Brillia HALL、森ノ宮ピロティホール、北九州芸術劇場）
- 2023年5月-7月、ミュージカル『ファインディング・ネバーランド』-アルバート 役（新国立劇場中劇場、梅田芸術劇場メインホール、久留米シティプラザ、オーバード・ホール、愛知県立芸術劇場大ホール）[6]
- 2023年10月-11月、ミュージカル『キャメロット』-ディナダン卿 役（日生劇場、松竹座）
- 2023年12月31日、『カウントダウンミュージカルコンサート2023-2024』（東京国際フォーラム ホールA） - 体調不良のため降板
- 2024年3-4月、ミュージカル『スウィーニー・トッド フリート街の悪魔の理髪師』（東京建物 Brillia HALL、東京エレクトロンホール宮城、ウェスタ川越大ホール、梅田芸術劇場メインホール）[7]
- 2024年8-9月、ミュージカル『キャッチ・ミ・イフ・ユー・キャン』（東京国際フォーラム ホールC、オリックス劇場）-アンサンブル(ロジャー・ストロング役、トッド・ブラントン役 カバー)[8]
- 2024年11月、ミュージカル『プロデューサーズ』-稽古場代役（マックス・ビアリストック役、レオ・ブルーム役）
- 2025年1月-3月、ミュージカル『ケインとアベル』（リチャード・ケイン（ケインの父）役）、(東急シアターオーブ、新歌舞伎座)
- 2025年5月-7月、ミュージカル『二都物語』、(明治座、梅田芸術劇場メインホール、御園座、博多座)-東京公演5月27日より休演、その後の全国公演を降板。
- 2025年8月-10月、NHKみんなのうたミュージカル『リトル・ゾンビ・ガール〜ノノとショウと秘密の森〜』ヒョロン役(日生劇場、ほか）-降板